# Цзы (чжуинь)
Цзы — буква алфавита чжуинь. В разных системах романизации имеет разное написание — ts, tz, dz, z. Омоглиф иероглифического ключа цзебу — 卩 («коленце бамбука»). В составе слога может быть только инициалью. Как инициаль является звонкой парной инициали «Цы».
Как инициаль «Цзы» образует 17 слогов. В словарях на основе пиньиня инициали расположены в разделе буквы «Z», девять слогов находятся перед слогами с инициалью «Zh» и восемь после. По совпадению в сяоэрцзин эти группы пишутся через разные начальные буквы Заль и За.
| ㄗ — цзы      | ㄗㄚ — цза      | ㄗㄞ — цзай   | ㄗㄢ — цзань   |
| ㄗㄤ — цзан   | ㄗㄠ — цзао     | ㄗㄜ — цзэ    | ㄗㄟ — цзай    |
| ㄗㄣ — цзэнь  | ㄗㄥ — цзэн     | ㄗㄨㄛ — цзо  | ㄗㄡ — цзоу    |
| ㄗㄨ — цзу    | ㄗㄨㄢ — цзуань | ㄗㄨㄟ — цзуй | ㄗㄨㄣ — цзунь |
| ㄗㄨㄥ — цзун |                 |               |                |